# Château Vieux Maillet
 (juin 2016).
Le Château Vieux Maillet est un domaine viticole situé sur le rebord est du plateau de Pomerol, au lieu-dit Maillet en Gironde. Il bénéficie de sols et de sous-sols très différents, répartis sur l’AOC Pomerol.
La devise du château est « Secretum sub malleo est » (le secret est sous le maillet).

## Histoire
En 2004, le domaine est repris par le couple Griet Van Malderen et Hervé Laviale. Le vignoble ne compte alors qu'un hectare de vignes. Le couple étend le domaine à 8,65 hectares de vignes, et rénove entièrement le château.
En septembre 2022, Frédéric Stévenin, déjà copropriétaire du château de Saint Pey, rachète le Château Vieux Mallet.

## Le terroir
D'une superficie de 10 hectares il est planté à 90 % de merlot et 10 % de cabernet Franc à raison de 5 500 pieds à l’hectare de vignes d'un âge moyen de 35 ans. Elles sont conduites en taille Guyot double.
Le sol est de bruns graveleux, bruns sableux sur mollasses argileuses, crasse de fer et bruns sablo-argileux sur graves profondes
Le mode de conduite par lutte raisonnée, éclaircissage, effeuillage donne des rendements de 35 à 45 hl/ha.

## Les vins
Les vendanges sont manuelles, en cagettes avec double tri, mécaniques (Tribaie) puis manuelles. Les cuves sont en inox thermo-régulées.
La vinification comporte une macération pré-fermentaire à 10 degrés pendant 5 jours puis une fermentation alcoolique à 28 degrés durant 12 jours suivie d'une fermentation malo-lactique d’un tiers de la récolte en fûts neufs, le reste en cuves
L'élevage dure 14 à 16 mois, à 60 % en barriques neuves et le collage se pratique au blanc d’œuf. Une filtration à la mise en bouteilles est parfois nécessaire
La production est de 20 000 bouteilles par an en moyenne.